# Матвеев, Валерий Сергеевич
Вале́рий Серге́евич Матве́ев (1943—2016)

## Биография
Валерий Сергеевич Матвеев родился 7 ноября 1943 г., однако в паспорте дата рождения записана 8-м января 1943 г., в селе Ташлы-Тала Лескенского района Кабардино-Болгарской ССР. Детство и юность журналиста прошли в селе Анновка Бобровского района Воронежской области.
В планы будущего писателя не входили мечты стать журналистом. Высшее образование он получил в 1965 году, окончив агрономический факультет Воронежского
сельскохозяйственного института. По окончании учёбы был призван на военную службу и с 1965 по 1966 год служил в рядах Советской армии. Вернувшись домой, устроился на работу агрономом в районном управлении сельского хозяйства. Неожиданно даже для самого себя, Матвеев решил серьёзно заняться журналистикой.
Писать маленькие заметки, стихотворения, наброски, зарисовки он начал уже во время обучения в институте. Затем, во время военной службы, продолжал развивать свой навык. Его небольшие повести, рассказы, эссе стали публиковаться в разных советских газетах и журналах.
Профессиональная работа в области журналистике началась в 1967 году в Белгороде. Поначалу Валерий Матвеев работал литсотрудником газеты «Звезда», через год уже -корреспондентом, ответственным секретарем, заместителем редактора Белгородской областной молодёжной газеты «Ленинская смена». С 1974 года, после переезда в Тюменскую область, был взят на работу корреспондентом и старшим редактором радио в Ханты-Мансийском окружном Комитете по телевидению и
радиовещанию. Данный период его жизни отмечен как самый плодотворный — в свет вышли все самые крупные и известные публицистические материалы.
В 1976 вместе со своей семьёй переехал в город Сургут, где являлся руководителем сургутского корреспондентского пункта Тюменского областного
```
телерадиокомитета, а затем ответственным секретарем сургутской газеты «К победе коммунизма» (далее «Сургутская трибуна»), руководитель (совместно с Н. М. Шамсутдиновым) сургутского литературного объединения «Северный огонёк» до 1990 года. С 1990 года Матвеев – руководитель ООО «Радио Сургута».
```

В 2006 году жизнь связала его с Сургутским педагогическим университетом. С этого времени он являлся доцентом кафедры литературы и журналистики, а также
председателем правления Сургутской организации журналистов.
Ушёл из жизни Валерий Матвеев 19 апреля 2016 года.

## Публицистические работы
Валерий Сергеевич Матвеев — автор книг публицистики и документально-художественной прозы; радиокниг «Сургут. Война. Победа», «Портрет на фоне времени»; книг об истории и людях сургутской ГРЭС-1; радиофильмов "Прикосновение к пламени, «Это подвигом назовут».
Самая первая публикация Валерия Сергеевича Матвеева вышла в свет в 1962 году. Это была маленькая заметка о самодеятельности студентов Воронежского
сельскохозяйственного института. Данная работа была опубликована в воронежской областной молодёжной газете «Молодой коммунар».
Первая подборка стихов и первый рассказ «Ночная смена» были опубликованы годами позже в газете «Звезда» города Валуйки. Повести, рассказы, новеллы, эссе, стихотворения, заметки, документально-художественные произведения публиковались более чем в двадцати пяти газетах.

## Награды и звания
Член Союза журналистов России (с 1987 г.);
Журналист года (1995 г., 1996 г., 2001 г.);
Юбилейная медаль «50 лет Победы советского народа в Великой Отечественной войне 1941—1945 гг.» (1997 г.);
Знак Г. К. Жукова «За мужество и любовь к отечеству» (1998 г., 1999 г.)
Ветеран труда (1999 г.);
Знаки «Ветеран войны и воинской службы» (2000 г.)
Член Союза российских писателей (2002 г.);
Лауреат всероссийского литературного конкурса, посвященного 60-летию Тюменской области (2004 г.)
Памятная медаль «Все для фронта, все для победы» (2005 г.);
Памятная медаль «90 лет Великой Октябрьской революции» (2007 г.);
Заслуженный деятель культуры Ханты-Мансийского автономного округа — Югры (2007 г.);
Памятная медаль «90 лет Всесоюзному Ленинскому Коммунистическому Союзу молодежи» (2008 г.);
Памятная медаль «100 лет со дня рождения М. А. Шолохова» (2009 г.);
Победитель 9 международного конкурса среди печатных и радиоэлектронных СМИ и журналистов стран СНГ.
Имя Валерия Сергеевича Матвеева дважды занесено в «Книгу Чести и милосердия» сургутского городского Совета ветеранов и Фонда Победы.